# Garden of the Arcane Delights
Garden of the Arcane Delights – minialbum nagrany przez zespół Dead Can Dance dla wytwórni 4AD i wydany 17 sierpnia 1984 roku w wersji winylowej. Później, gdy wszystkie albumy zespołu okazały się w wersji CD, utwory z Garden of the Arcane Delights zostały włączone do pierwszego albumu zespołu. 
W 2008 wytwórnia Warner Music Japan Inc. wznowiła Garden of the Arcane Delights (oraz debiutancki album zespołu) jako hybrid SACD.

## Okładka minialbumu
Okładka płyty, autorstwa Brendana, jest obrazowym przedstawieniem głównego utworu tego wydawnictwa – „The Arcane” (...). Naga postać symbolizuje, według słów Perry'ego: „pierwotne człowieczeństwo, pozbawione fundamentalnego zmysłu percepcji”. Stoi ona wewnątrz ogrodu (świata), w którym znajduje się fontanna, zaś drzewa uginają się pod ciężarem owoców.

## Lista utworów
Strona A
1. „Carnival of Light” – 3:31
2. „In Power We Entrust the Love Advocated” – 4:11

Strona B
1. „The Arcane” – 3:49
2. „Flowers of the Sea” – 3:28